# Nipponaphis semiglabra
Nipponaphis semiglabra är en insektsart. Nipponaphis semiglabra ingår i släktet Nipponaphis och familjen långrörsbladlöss. Inga underarter finns listade i Catalogue of Life.